# Franey
Franey är en kommun i departementet Doubs i regionen Bourgogne-Franche-Comté i östra Frankrike. Kommunen ligger i kantonen Audeux som tillhör arrondissementet Besançon. År 2022 hade Franey 267 invånare.

## Befolkningsutveckling
Antalet invånare i kommunen Franey
Referens:INSEE